# Bệnh tim mạch
Bệnh tim mạch là một nhóm bệnh liên quan đến tim hoặc mạch máu. Bệnh tim mạch bao gồm các bệnh động mạch vành như đau thắt ngực và nhồi máu cơ tim (thường được gọi là đau tim). Các bệnh tim mạch khác bao gồm đột quỵ, suy tim, bệnh tim tăng huyết áp, bệnh thấp tim, bệnh cơ tim, rối loạn nhịp tim, dị tật tim bẩm sinh, bệnh van tim, viêm tim, phình động mạch chủ, bệnh động mạch ngoại biên, bệnh huyết khối và huyết khối tĩnh mạch.
Các cơ chế cơ bản khác nhau tùy thuộc vào bệnh. Bệnh động mạch vành, đột quỵ và bệnh động mạch ngoại biên liên quan đến xơ vữa động mạch. Điều này có thể được gây ra bởi huyết áp cao, hút thuốc, đái tháo đường, thiếu tập thể dục, béo phì, cholesterol trong máu cao, chế độ ăn uống kém và uống quá nhiều rượu, v.v... Huyết áp cao được ước tính chiếm khoảng 13% tử vong do bệnh tim mạch, trong khi thuốc lá chiếm 9%, tiểu đường 6%, thiếu tập thể dục 6% và béo phì 5%. Bệnh thấp tim có thể là kết quả của việc viêm họng liên cầu khuẩn không được điều trị.
Người ta ước tính rằng có thể ngăn chặn tới 90% bệnh tim mạch. Phòng ngừa bệnh tim mạch liên quan đến việc cải thiện các yếu tố rủi ro thông qua: ăn uống lành mạnh, tập thể dục, tránh khói thuốc lá và hạn chế uống rượu. Điều trị các yếu tố nguy cơ, chẳng hạn như huyết áp cao, lipid máu và tiểu đường cũng có lợi. Điều trị cho những người bị viêm họng liên cầu khuẩn bằng kháng sinh có thể làm giảm nguy cơ mắc bệnh thấp khớp. Việc sử dụng aspirin ở những người khỏe mạnh không có lợi ích rõ ràng.
Bệnh tim mạch là nguyên nhân hàng đầu gây tử vong trên toàn cầu. Điều này đúng ở tất cả các khu vực trên thế giới ngoại trừ Châu Phi. Các bệnh tim mạch dẫn đến 17,9 triệu người chết (32,1%) trong năm 2015, tăng từ 12,3 triệu (25,8%) vào năm 1990. Tử vong, ở một độ tuổi nhất định, do bệnh tim mạch là phổ biến hơn và đang gia tăng ở hầu hết các nước đang phát triển, trong khi tỷ lệ đã giảm ở hầu hết các nước phát triển kể từ những năm 1970. Bệnh động mạch vành và đột quỵ chiếm 80% tử vong do bệnh tim mạch ở nam và 75% tử vong bệnh tim mạch ở nữ. Hầu hết các bệnh tim mạch ảnh hưởng đến người lớn tuổi. Ở Hoa Kỳ, 11% người từ 20 đến 40 tuổi có bệnh tim mạch, trong khi 37% từ 40 đến 60, 71% người từ 60 đến 80 và 85% người trên 80 tuổi có bệnh tim mạch. Độ tuổi trung bình của tử vong do bệnh động mạch vành ở các nước phát triển là khoảng 80 trong khi đó là khoảng 68 ở các nước đang phát triển. Chẩn đoán bệnh thường xảy ra sớm hơn 7-10 năm ở nam giới so với phụ nữ.

## Các yếu tố rủi ro
Có rất nhiều yếu tố nguy cơ bệnh tim: tuổi, giới tính, sử dụng thuốc lá, ít vận động, quá mức rượu tiêu thụ, chế độ ăn uống không lành mạnh, béo phì, yếu tố di truyền và tiền sử gia đình mắc bệnh tim mạch, tăng huyết áp (huyết áp), tăng lượng đường trong máu (bệnh đái tháo đường), tăng cholesterol trong máu (tăng lipid máu), bệnh celiac không được chẩn đoán, các yếu tố tâm lý xã hội, nghèo đói và tình trạng giáo dục thấp và ô nhiễm không khí. Mặc dù đóng góp cá nhân của từng yếu tố rủi ro khác nhau giữa các cộng đồng hoặc nhóm dân tộc khác nhau, đóng góp chung của các yếu tố rủi ro này rất nhất quán. Một số trong các yếu tố nguy cơ này, chẳng hạn như tuổi tác, giới tính hoặc tiền sử gia đình/khuynh hướng di truyền, là bất biến; tuy nhiên, nhiều yếu tố nguy cơ tim mạch quan trọng có thể thay đổi bằng cách thay đổi lối sống, thay đổi xã hội, điều trị bằng thuốc (ví dụ như phòng ngừa tăng huyết áp, tăng lipid máu và tiểu đường). Những người mắc bệnh béo phì có nguy cơ bị xơ vữa động mạch của các động mạch vành.

### Di truyền học
Yếu tố di truyền ảnh hưởng đến sự phát triển của bệnh tim mạch ở nam giới dưới 55 tuổi và ở phụ nữ dưới 65 tuổi. Bệnh tim mạch ở cha mẹ của một người làm tăng nguy cơ của họ lên gấp 3 lần. Nhiều đa hình nucleotide đơn (SNP) đã được tìm thấy có liên quan đến bệnh tim mạch trong các nghiên cứu về gen, nhưng thường thì ảnh hưởng cá nhân của chúng là nhỏ và đóng góp di truyền cho bệnh tim mạch chưa được hiểu rõ.

### Tuổi tác

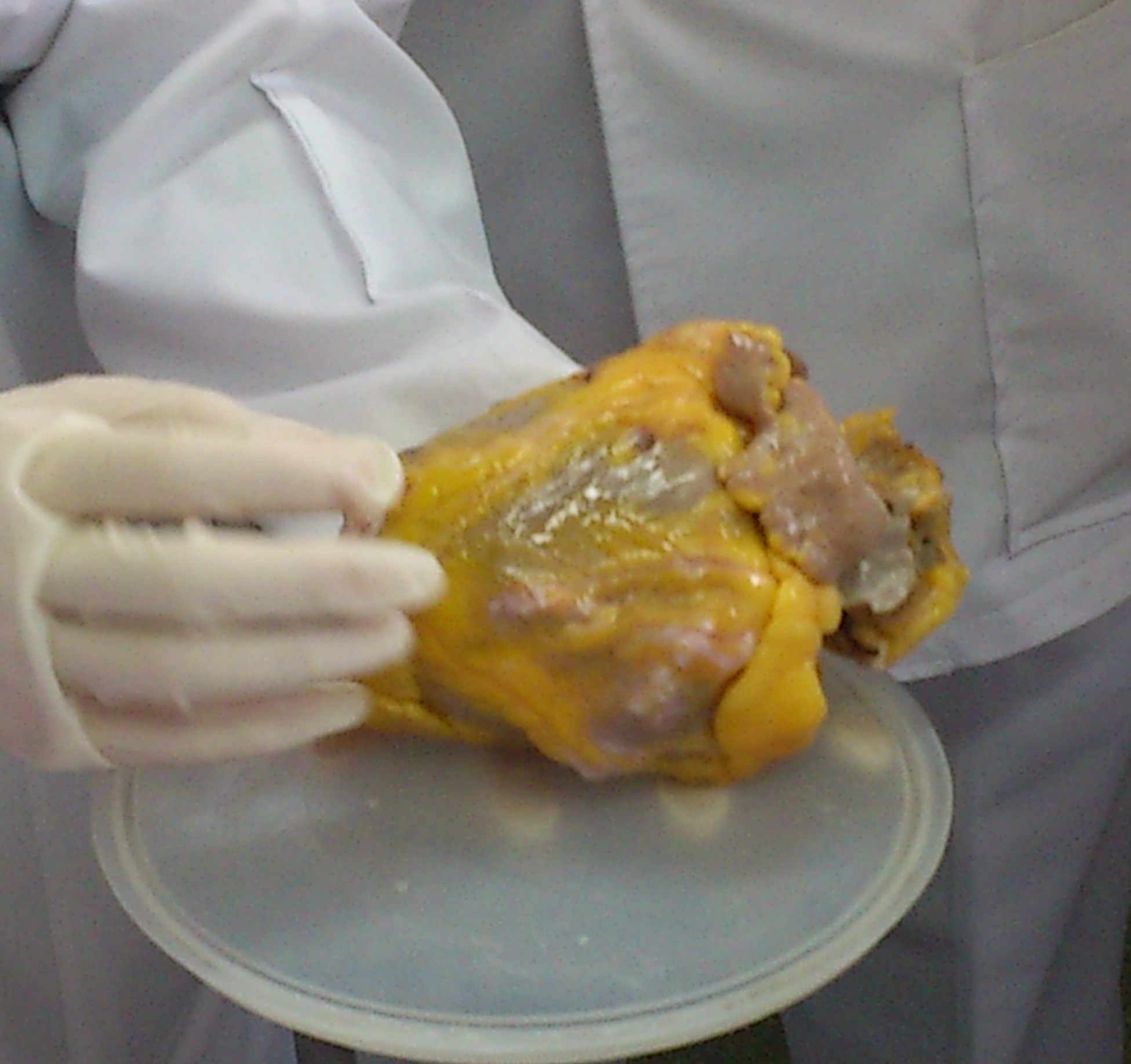
Trái tim vôi hóa của một phụ nữ lớn tuổi bị bệnh cơ tim

Tuổi tác là yếu tố nguy cơ quan trọng nhất trong việc phát triển các bệnh tim mạch hoặc tim, với rủi ro tăng gấp ba lần với mỗi thập kỷ của cuộc đời. Các vệt mỡ mạch vành có thể bắt đầu hình thành ở tuổi thiếu niên. Người ta ước tính rằng 82 phần trăm những người chết vì bệnh tim mạch vành là từ 65 tuổi trở lên. Đồng thời, nguy cơ đột quỵ tăng gấp đôi sau mỗi thập kỷ sau 55 tuổi.
Nhiều giải thích được đề xuất để giải thích tại sao tuổi làm tăng nguy cơ mắc các bệnh tim mạch / tim. Một trong số đó liên quan đến mức cholesterol huyết thanh. Trong hầu hết các quần thể, nồng độ cholesterol toàn phần trong huyết thanh tăng khi tuổi tăng. Ở nam giới, mức tăng này giảm khoảng 45 đến 50 tuổi. Ở phụ nữ, sự gia tăng tiếp tục mạnh mẽ cho đến 60 tuổi đến 65 tuổi.
Lão hóa cũng liên quan đến những thay đổi về tính chất cơ học và cấu trúc của thành mạch, dẫn đến mất tính đàn hồi của động mạch và giảm sự tuân thủ của động mạch và sau đó có thể dẫn đến bệnh động mạch vành.

### Giới tính
Đàn ông có nguy cơ mắc bệnh tim mạch cao hơn phụ nữ tiền mãn kinh. Một khi đã mãn kinh, người ta đã tranh luận rằng nguy cơ của phụ nữ tương tự như đàn ông  mặc dù dữ liệu gần đây hơn từ WHO và Liên Hợp Quốc có tranh chấp về vấn đề này. Nếu một phụ nữ mắc bệnh tiểu đường, cô ấy có nhiều khả năng mắc bệnh tim hơn một người đàn ông mắc bệnh tiểu đường.
Bệnh tim mạch vành phổ biến gấp 2 đến 5 lần ở nam giới trung niên so với nữ giới. Trong một nghiên cứu được thực hiện bởi Tổ chức Y tế Thế giới, tình dục đóng góp khoảng 40% sự thay đổi về tỷ số giới tính của tử vong do bệnh tim mạch vành. Một nghiên cứu khác báo cáo kết quả tương tự cho thấy sự khác biệt giới tính giải thích gần một nửa nguy cơ liên quan đến các bệnh tim mạch Một trong những giải thích được đề xuất cho sự khác biệt giới tính trong các bệnh tim mạch là sự khác biệt nội tiết tố. Trong số phụ nữ, estrogen là hormone giới tính chiếm ưu thế. Estrogen có thể có tác dụng bảo vệ chuyển hóa glucose và hệ thống cầm máu và có thể có tác dụng trực tiếp trong việc cải thiện chức năng tế bào nội mô. Việc sản xuất estrogen giảm sau khi mãn kinh và điều này có thể thay đổi quá trình chuyển hóa lipid ở nữ sang dạng dễ gây dị ứng hơn bằng cách giảm mức cholesterol HDL trong khi tăng cholesterol LDL và tổng mức cholesterol.
Ở nam và nữ, có sự khác biệt đáng chú ý về trọng lượng cơ thể, chiều cao, phân bổ mỡ cơ thể, nhịp tim, thể tích đột quỵ và tuân thủ động mạch. Ở người rất cao tuổi, độ rung và độ cứng động mạch lớn liên quan đến tuổi tác rõ rệt hơn ở phụ nữ so với nam giới. Điều này có thể được gây ra bởi kích thước cơ thể nhỏ hơn và kích thước động mạch của phụ nữ không phụ thuộc vào thời kỳ mãn kinh.

### Thuốc lá
Thuốc lá điếu là hình thức chính của sản phẩm thuốc lá được sử dụng. Rủi ro đối với sức khỏe từ việc sử dụng thuốc lá không chỉ do tiêu thụ thuốc lá trực tiếp mà còn do tiếp xúc với khói thuốc gián tiếp. Khoảng 10% bệnh tim mạch được cho là do hút thuốc; tuy nhiên, những người bỏ hút thuốc ở tuổi 30 có nguy cơ tử vong thấp như chưa bao giờ hút thuốc.

### Không hoạt động thể chất
Hoạt động thể chất không đủ (được định nghĩa là ít hơn 5 x 30 phút hoạt động vừa phải mỗi tuần hoặc dưới 3 x 20 phút hoạt động mạnh mẽ mỗi tuần) hiện là yếu tố rủi ro hàng đầu thứ tư đối với tỷ lệ tử vong trên toàn thế giới. Năm 2008, 31,3% người trưởng thành từ 15 tuổi trở lên (28,2% nam và 34,4% nữ) không hoạt động thể chất không đủ. Nguy cơ mắc bệnh thiếu máu cơ tim và đái tháo đường giảm gần một phần ba ở những người trưởng thành tham gia 150 phút hoạt động thể chất vừa phải mỗi tuần (hoặc tương đương). Ngoài ra, hoạt động thể chất giúp giảm cân và cải thiện kiểm soát đường huyết, huyết áp, hồ sơ lipid và độ nhạy insulin. Những tác dụng này có thể, ít nhất là một phần, giải thích lợi ích tim mạch của nó.

### Chế độ ăn
Chế độ ăn nhiều chất béo bão hòa, chất béo chuyển hóa và muối, ít trái cây, rau và cá có liên quan đến nguy cơ tim mạch, mặc dù tất cả các hiệp hội này có phải là nguyên nhân gây tranh cãi hay không. Tổ chức Y tế Thế giới quy khoảng 1,7 triệu ca tử vong trên toàn thế giới do tiêu thụ rau quả thấp. Lượng muối ăn kiêng cũng là một yếu tố quan trọng quyết định mức huyết áp và nguy cơ tim mạch nói chung. Tiêu thụ thường xuyên thực phẩm năng lượng cao, chẳng hạn như thực phẩm chế biến có nhiều chất béo và đường, thúc đẩy béo phì và có thể làm tăng nguy cơ tim mạch. Một đánh giá của Cochrane cho thấy thay thế chất béo bão hòa bằng chất béo không bão hòa đa (dầu thực vật) làm giảm nguy cơ mắc bệnh tim mạch. Cắt giảm chất béo bão hòa làm giảm 17% nguy cơ mắc bệnh tim mạch bao gồm bệnh tim và đột quỵ.
Lượng chất béo chuyển hóa cao có tác dụng phụ đối với lipid máu và các dấu hiệu viêm lưu hành, và loại bỏ chất béo chuyển hóa từ chế độ ăn uống đã được ủng hộ rộng rãi. Năm 2018, Tổ chức Y tế Thế giới ước tính rằng chất béo chuyển hóa là nguyên nhân gây ra hơn nửa triệu ca tử vong mỗi năm.
Có bằng chứng cho thấy tiêu thụ đường cao hơn có liên quan đến huyết áp cao hơn và lipid máu không thuận lợi, và lượng đường cũng làm tăng nguy cơ mắc bệnh đái tháo đường. Tiêu thụ nhiều thịt chế biến có liên quan đến việc tăng nguy cơ mắc bệnh tim mạch, có thể một phần do tăng lượng muối trong chế độ ăn uống.
Mối quan hệ giữa tiêu thụ rượu và bệnh tim mạch rất phức tạp và có thể phụ thuộc vào lượng rượu tiêu thụ. Có mối quan hệ trực tiếp giữa mức độ tiêu thụ rượu cao và nguy cơ mắc bệnh tim mạch. Uống ở mức độ thấp mà không có tình trạng uống nhiều rượu có thể liên quan đến việc giảm nguy cơ mắc bệnh tim mạch. Tiêu thụ rượu nói chung ở cấp độ dân số có liên quan đến nhiều rủi ro sức khỏe vượt quá bất kỳ lợi ích tiềm năng nào.

### Ngủ
Các rối loạn giấc ngủ như giấc ngủ bị rối loạn nhịp thở và mất ngủ, cũng như thời gian ngủ đặc biệt ngắn hoặc thời gian ngủ đặc biệt dài, đã được phát hiện có liên quan đến nguy cơ mắc bệnh tim mạch cao hơn.

### Bệnh celiac
Bệnh celiac không được điều trị có thể gây ra sự phát triển của nhiều loại bệnh tim mạch, hầu hết đều cải thiện hoặc giải quyết bằng chế độ ăn không có gluten và chữa bệnh đường ruột. Tuy nhiên, sự chậm trễ trong việc nhận biết và chẩn đoán bệnh celiac có thể gây tổn thương tim không hồi phục.

### Bất lợi kinh tế xã hội
Bệnh tim mạch ảnh hưởng đến các nước thu nhập thấp và trung bình thậm chí nhiều hơn các nước thu nhập cao. Có khá ít thông tin liên quan đến các mô hình xã hội về bệnh tim mạch ở các nước thu nhập thấp và trung bình, nhưng ở các nước thu nhập cao, thu nhập thấp và tình trạng giáo dục thấp luôn có nguy cơ mắc bệnh tim mạch cao hơn. Các chính sách dẫn đến sự bất bình đẳng kinh tế xã hội gia tăng có liên quan đến sự khác biệt kinh tế xã hội lớn hơn về bệnh tim mạch  ngụ ý mối quan hệ nhân quả. Các yếu tố tâm lý xã hội, phơi nhiễm môi trường, hành vi sức khỏe và tiếp cận và chất lượng chăm sóc sức khỏe góp phần tạo ra sự khác biệt về kinh tế xã hội trong bệnh tim mạch. Ủy ban về các yếu tố quyết định xã hội về sức khỏe khuyến nghị rằng cần phải phân phối công bằng hơn về quyền lực, sự giàu có, giáo dục, nhà ở, các yếu tố môi trường, dinh dưỡng và chăm sóc sức khỏe để giải quyết sự bất bình đẳng trong bệnh tim mạch và các bệnh không lây nhiễm.

### Ô nhiễm không khí
Vật chất hạt đã được nghiên cứu về tác dụng phơi nhiễm ngắn và dài hạn đối với bệnh tim mạch. Hiện tại, PM 2.5 là trọng tâm chính, trong đó gradient được sử dụng để xác định rủi ro bệnh tim mạch. Cứ sau 10 g/m³ PM 2.5 phơi nhiễm lâu dài, ước tính có 8-18% rủi ro tử vong do bệnh tim mạch. Phụ nữ có nguy cơ tương đối cao hơn (RR) (1,42) đối với bệnh động mạch vành do PM 2.5 gây ra so với nam giới (0,90). Nhìn chung, phơi nhiễm PM trong thời gian dài làm tăng tỷ lệ xơ vữa động mạch và viêm. Liên quan đến phơi nhiễm ngắn hạn (2 giờ), cứ sau 25 g/m³ PM 2.5 dẫn đến nguy cơ tử vong do bệnh tim mạch tăng 48%. Ngoài ra, chỉ sau 5 ngày tiếp xúc, huyết áp tâm thu (2,8 mmHg) và huyết áp tâm trương (2,7 mmHg) tăng lên cứ sau 10,5 μg/m³ PM 2,5. Một nghiên cứu khác đã cho thấy PM 2.5 trong nhịp tim không đều, giảm sự thay đổi nhịp tim (giảm trương lực phế vị) và đáng chú ý nhất là suy tim. PM 2.5 cũng liên quan đến dày động mạch cảnh và tăng nguy cơ nhồi máu cơ tim cấp.

### Đánh giá rủi ro tim mạch
Bệnh tim mạch hiện tại hoặc một sự kiện tim mạch trước đó, chẳng hạn như đau tim hoặc đột quỵ, là yếu tố dự báo mạnh nhất của một sự kiện tim mạch trong tương lai. Tuổi tác, giới tính, hút thuốc, huyết áp, lipid máu và tiểu đường là những yếu tố dự báo quan trọng của bệnh tim mạch trong tương lai ở những người không được biết là mắc bệnh tim mạch. Các biện pháp này, và đôi khi các biện pháp khác, có thể được kết hợp thành các điểm rủi ro tổng hợp để ước tính nguy cơ mắc bệnh tim mạch trong tương lai của một cá nhân. Nhiều điểm rủi ro tồn tại mặc dù giá trị tương ứng của chúng được tranh luận. Các xét nghiệm chẩn đoán và dấu ấn sinh học khác vẫn đang được đánh giá nhưng hiện tại những điều này thiếu bằng chứng rõ ràng để hỗ trợ việc sử dụng thường xuyên của họ. Chúng bao gồm tiền sử gia đình, điểm vôi hóa động mạch vành, protein phản ứng C nhạy cảm cao (hs-CRP), chỉ số huyết áp mắt cá chân, phân lớp lipoprotein và nồng độ hạt, lipoprotein (a), apolipoprotein AI và B, fibrinogen, homocysteine, peptide natriuretic loại B-terminal pro (NT-proBNP) và các dấu hiệu của chức năng thận. Phosphor máu cao cũng có liên quan đến tăng nguy cơ.

### Tiếp xúc nghề nghiệp
Người ta biết rất ít về mối quan hệ giữa công việc và bệnh tim mạch, nhưng mối liên kết đã được thiết lập giữa một số độc tố, cực nóng và lạnh, tiếp xúc với khói thuốc lá và các vấn đề sức khỏe tâm thần như căng thẳng và trầm cảm.

### Đột biến soma
Kể từ năm 2017, bằng chứng cho thấy rằng một số đột biến liên quan đến bệnh bạch cầu trong các tế bào máu cũng có thể dẫn đến tăng nguy cơ mắc bệnh tim mạch. Một số dự án nghiên cứu quy mô lớn xem xét dữ liệu di truyền của con người đã tìm thấy mối liên hệ mạnh mẽ giữa sự hiện diện của các đột biến này, một tình trạng được gọi là tạo máu vô tính và các sự cố và tử vong liên quan đến bệnh tim mạch.

## Sinh lý bệnh

Mật độ quét màu phụ thuộc mật độ SEM (DDC-SEM) vôi hóa tim mạch, thể hiện trong các hạt hình cầu calci phosphat màu cam (vật liệu đậm đặc hơn) và, trong màu xanh lục, ma trận ngoại bào (vật liệu ít đậm đặc hơn)

Các nghiên cứu dựa trên dân số cho thấy xơ vữa động mạch, tiền thân chính của bệnh tim mạch, bắt đầu từ thời thơ ấu. Các nghiên cứu xác định bệnh lý của xơ vữa động mạch ở thanh niên (PDAY) đã chứng minh rằng các tổn thương sâu sắc xuất hiện ở tất cả các động mạch chủ và hơn một nửa các động mạch vành phải của trẻ 7-9 tuổi.
Điều này là vô cùng quan trọng khi xem xét rằng 1 trong 3 người chết vì các biến chứng do xơ vữa động mạch. Để ngăn chặn xu hướng này, giáo dục và nhận thức rằng bệnh tim mạch là mối đe dọa lớn nhất, và các biện pháp để ngăn chặn hoặc đẩy lùi căn bệnh này phải được thực hiện.
Béo phì và đái tháo đường thường liên quan đến bệnh tim mạch, cũng như tiền sử bệnh thận mãn tính và tăng cholesterol máu. Trên thực tế, bệnh tim mạch là mối đe dọa nghiêm trọng nhất đối với các biến chứng tiểu đường và bệnh nhân tiểu đường có nguy cơ tử vong cao gấp hai đến bốn lần so với các nguyên nhân liên quan đến tim mạch so với bệnh nhân tiểu đường.

## Tầm soát
Tầm soát ECG (khi nghỉ ngơi hoặc tập thể dục) không được khuyến cáo ở những người không có triệu chứng có nguy cơ thấp. Điều này bao gồm những người trẻ tuổi mà không có yếu tố rủi ro. Ở những người có nguy cơ cao hơn, bằng chứng tầm soát bằng ECG là không thuyết phục. Ngoài ra siêu âm tim, hình ảnh tưới máu cơ tim và xét nghiệm căng thẳng tim không được khuyến cáo ở những người có nguy cơ thấp không có triệu chứng. Một số dấu ấn sinh học có thể thêm vào các yếu tố nguy cơ tim mạch thông thường trong việc dự đoán nguy cơ mắc bệnh tim mạch trong tương lai; tuy nhiên, giá trị của một số dấu ấn sinh học là nghi vấn. Chỉ số mắt cá chân (ABI), protein phản ứng C nhạy cảm cao (hsCRP) và calci động mạch vành cũng có lợi ích không rõ ràng ở những người không có triệu chứng vào năm 2018.
NIH khuyến nghị xét nghiệm lipid ở trẻ em bắt đầu từ 2 tuổi nếu có tiền sử gia đình mắc bệnh tim hoặc các vấn đề về lipid. Hy vọng rằng xét nghiệm sớm sẽ cải thiện các yếu tố lối sống ở những người có nguy cơ như chế độ ăn uống và tập thể dục.
Tầm soát và lựa chọn các biện pháp can thiệp phòng ngừa ban đầu thường được thực hiện thông qua rủi ro tuyệt đối bằng cách sử dụng nhiều điểm số khác nhau (ví dụ. Điểm số rủi ro Framingham hoặc Reynold). Sự phân tầng này đã tách những người nhận được các can thiệp lối sống (thường là rủi ro thấp hơn và trung bình) khỏi thuốc (nguy cơ cao hơn). Số lượng và nhiều loại điểm rủi ro có sẵn để sử dụng đã tăng lên gấp bội, nhưng hiệu quả của chúng theo đánh giá năm 2016 không rõ ràng do thiếu xác nhận bên ngoài hoặc phân tích tác động. Các mô hình phân tầng rủi ro thường thiếu độ nhạy cảm đối với các nhóm dân số và không chiếm số lượng lớn các sự kiện tiêu cực giữa các nhóm rủi ro trung gian và thấp. Do đó, tầm soát phòng ngừa trong tương lai dường như chuyển sang áp dụng phòng ngừa theo kết quả thử nghiệm ngẫu nhiên của từng can thiệp thay vì đánh giá rủi ro quy mô lớn.

## Phòng ngừa
Lên đến 90% bệnh tim mạch có thể phòng ngừa được nếu tránh được các yếu tố nguy cơ. Hiện nay các biện pháp thực hành để ngăn ngừa bệnh tim mạch bao gồm:
- Ngừng thuốc lá và tránh khói thuốc gián tiếp.[80] Ngừng hút thuốc làm giảm nguy cơ khoảng 35%.[81]
- Một chế độ ăn ít chất béo, ít đường, nhiều chất xơ bao gồm ngũ cốc nguyên hạt và trái cây và rau quả.[80][82][83] Can thiệp chế độ ăn uống có hiệu quả trong việc giảm các yếu tố nguy cơ tim mạch trong một năm, nhưng tác dụng lâu dài của các can thiệp đó và tác động của chúng đối với các sự kiện bệnh tim mạch là không chắc chắn.[84]
- Ít nhất 150 phút (2 giờ và 30 phút) tập thể dục vừa phải mỗi tuần.[85][86] Phục hồi chức năng tim dựa trên tập thể dục giảm 26% nguy cơ mắc các biến cố tim mạch tiếp theo,[87] [Cần cập nhật] nhưng đã có một vài nghiên cứu chất lượng cao về lợi ích của việc tập luyện thể dục ở những người có nguy cơ tim mạch tăng nhưng không có tiền sử bệnh tim mạch.[88]
- Hạn chế tiêu thụ rượu đến giới hạn hàng ngày được đề nghị;[80] Những người tiêu thụ vừa phải đồ uống có cồn có nguy cơ mắc bệnh tim mạch thấp hơn 25% 30%.[89][90] Tuy nhiên, những người có khuynh hướng di truyền tiêu thụ ít rượu hơn có tỷ lệ mắc bệnh tim mạch thấp hơn [91] cho thấy rằng rượu có thể không có tác dụng bảo vệ. Uống rượu quá mức làm tăng nguy cơ mắc bệnh tim mạch[90][92] và tiêu thụ rượu có liên quan đến tăng nguy cơ biến cố tim mạch trong ngày sau khi tiêu thụ.[90]
- Hạ huyết áp, nếu tăng cao. 10   mmHg giảm huyết áp làm giảm nguy cơ khoảng 20%.[93]
- Giảm cholesterol không HDL.[94][95] Điều trị bằng statin làm giảm tỷ lệ tử vong do tim mạch khoảng 31%.[96]
- Giảm mỡ cơ thể nếu thừa cân hoặc béo phì.[97] Hiệu quả của việc giảm cân thường khó phân biệt với thay đổi chế độ ăn uống, và bằng chứng về chế độ ăn giảm cân bị hạn chế.[98] Trong các nghiên cứu quan sát về những người bị béo phì nghiêm trọng, giảm cân sau phẫu thuật barective có liên quan đến việc giảm 46% nguy cơ tim mạch.[99]
- Giảm căng thẳng tâm lý xã hội.[100] Biện pháp này có thể phức tạp bởi các định nghĩa không chính xác về những gì cấu thành các can thiệp tâm lý xã hội.[101] Căng thẳng tâm thần, thiếu máu cục bộ cơ tim có liên quan đến việc tăng nguy cơ mắc các vấn đề về tim ở những người mắc bệnh tim trước đó.[102] Căng thẳng cảm xúc và thể chất nghiêm trọng dẫn đến một dạng rối loạn chức năng tim được gọi là hội chứng Takotsubo ở một số người.[103] Tuy nhiên, căng thẳng đóng một vai trò tương đối nhỏ trong tăng huyết áp.[104] Liệu pháp thư giãn cụ thể là lợi ích không rõ ràng.[105][106]

Hầu hết các hướng dẫn đề nghị kết hợp các chiến lược phòng ngừa. Một tổng quan năm 2015 của Burrane đã tìm thấy một số bằng chứng cho thấy các biện pháp can thiệp nhằm giảm nhiều hơn một yếu tố nguy cơ tim mạch có thể có tác dụng có lợi đối với huyết áp, chỉ số khối cơ thể và chu vi vòng eo; tuy nhiên, bằng chứng còn hạn chế và các tác giả không thể đưa ra kết luận chắc chắn về ảnh hưởng đối với các sự kiện và tử vong do tim mạch. Đối với người lớn không có chẩn đoán tăng huyết áp, tiểu đường, mỡ máu hoặc bệnh tim mạch, việc tư vấn thường xuyên để khuyên họ cải thiện chế độ ăn uống và tăng hoạt động thể chất không được tìm thấy để thay đổi đáng kể hành vi và do đó không được khuyến khích. Một đánh giá khác của Cochrane cho rằng chỉ cần cung cấp cho những người có điểm rủi ro bệnh tim mạch có thể làm giảm một lượng nhỏ các yếu tố nguy cơ mắc bệnh tim mạch so với chăm sóc thông thường. Tuy nhiên, có một số điều không chắc chắn là liệu việc cung cấp các điểm số này có ảnh hưởng gì đến các sự kiện bệnh tim mạch hay không. Không rõ liệu chăm sóc nha khoa ở những người bị viêm nha chu có ảnh hưởng đến nguy cơ mắc bệnh tim mạch hay không. 

### Chế độ ăn
Một chế độ ăn nhiều trái cây và rau quả làm giảm nguy cơ mắc bệnh tim mạch và tử vong. Bằng chứng cho thấy chế độ ăn Địa Trung Hải có thể cải thiện kết quả tim mạch. Cũng có bằng chứng cho thấy chế độ ăn Địa Trung Hải có thể hiệu quả hơn chế độ ăn ít chất béo trong việc mang lại những thay đổi lâu dài cho các yếu tố nguy cơ tim mạch (ví dụ, giảm mức cholesterol và huyết áp). Chế độ ăn DASH (nhiều các loại hạt, cá, trái cây và rau quả, ít đồ ngọt, thịt đỏ và chất béo) đã được chứng minh là làm giảm huyết áp, cholesterol cholesterol tổng số thấp và mật độ thấp  và cải thiện hội chứng chuyển hóa; nhưng lợi ích lâu dài bên ngoài bối cảnh của một thử nghiệm lâm sàng đã được đặt câu hỏi. Một chế độ ăn nhiều chất xơ có vẻ làm giảm nguy cơ.
Tổng lượng chất béo dường như không phải là một yếu tố nguy cơ quan trọng. Tuy nhiên, chế độ ăn nhiều axit béo trans làm tăng tỷ lệ mắc bệnh tim mạch. Trên toàn thế giới, hướng dẫn chế độ ăn uống khuyến nghị giảm chất béo bão hòa. Tuy nhiên, có một số câu hỏi xung quanh ảnh hưởng của chất béo bão hòa đối với bệnh tim mạch trong tài liệu y khoa. Đánh giá từ năm 2014 và 2015 không tìm thấy bằng chứng về tác hại từ chất béo bão hòa. Một đánh giá của Cochrane năm 2012 cho thấy bằng chứng gợi ý về một lợi ích nhỏ từ việc thay thế chất béo bão hòa trong chế độ ăn uống bằng chất béo không bão hòa. Một phân tích tổng hợp năm 2013 kết luận rằng việc thay thế bằng axit linoleic omega 6 (một loại chất béo không bão hòa) có thể làm tăng nguy cơ tim mạch. Thay thế chất béo bão hòa bằng carbohydrate không thay đổi hoặc có thể làm tăng nguy cơ. Lợi ích từ việc thay thế bằng chất béo không bão hòa đa xuất hiện lớn nhất; tuy nhiên, việc bổ sung axit béo omega-3 (một loại chất béo không bão hòa) dường như không có tác dụng.
Một đánh giá của Cochrane năm 2014 cho thấy lợi ích không rõ ràng khi khuyến nghị chế độ ăn ít muối ở những người bị huyết áp cao hoặc bình thường. Ở những người bị suy tim, sau khi một nghiên cứu bị bỏ rơi, các thử nghiệm còn lại cho thấy xu hướng có lợi. Một đánh giá khác về muối ăn kiêng đã kết luận rằng có bằng chứng mạnh mẽ rằng lượng muối ăn kiêng cao làm tăng huyết áp và làm tăng huyết áp, và nó làm tăng số lượng các sự kiện bệnh tim mạch; cả hai là kết quả của việc tăng huyết áp và, rất có thể, thông qua các cơ chế khác. Bằng chứng vừa phải đã được tìm thấy rằng lượng muối cao làm tăng tỷ lệ tử vong do tim mạch; và một số bằng chứng đã được tìm thấy cho sự gia tăng tỷ lệ tử vong, đột quỵ và phì đại thất trái.

### Thuốc
Thuốc huyết áp làm giảm bệnh tim mạch ở những người có nguy cơ, không phân biệt tuổi tác, mức cơ bản của nguy cơ tim mạch, hoặc huyết áp cơ sở. Các chế độ thuốc thường được sử dụng có hiệu quả tương tự trong việc giảm nguy cơ của tất cả các sự kiện tim mạch lớn, mặc dù có thể có sự khác biệt giữa các loại thuốc trong khả năng ngăn ngừa kết quả cụ thể. Giảm huyết áp lớn hơn sẽ giảm nguy cơ lớn hơn, và hầu hết những người bị huyết áp cao cần nhiều hơn một loại thuốc để đạt được mức giảm huyết áp thích hợp.
Statin có hiệu quả trong việc ngăn ngừa bệnh tim mạch hơn nữa ở những người có tiền sử bệnh tim mạch. Vì tỷ lệ sự kiện bệnh cao hơn ở nam giới so với nữ giới, sự giảm các sự kiện dễ thấy ở nam giới hơn nữ giới. Ở những người có nguy cơ, nhưng không có tiền sử bệnh tim mạch (phòng ngừa tiên phát), statin làm giảm nguy cơ tử vong và kết hợp bệnh tim mạch gây tử vong và không gây tử vong. Tuy nhiên, lợi ích là nhỏ. Một hướng dẫn của Hoa Kỳ khuyến cáo statin ở những người có nguy cơ mắc bệnh tim mạch từ 12% trở lên trong mười năm tới. Niacin, fibrate và chất ức chế CETP, trong khi chúng có thể làm tăng cholesterol HDL không ảnh hưởng đến nguy cơ mắc bệnh tim mạch ở những người đã dùng statin.
Thuốc chống tiểu đường có thể làm giảm nguy cơ tim mạch ở những người mắc bệnh tiểu đường Loại 2, mặc dù bằng chứng không được kết luận. Một phân tích tổng hợp trong năm 2009 bao gồm 27.049 người tham gia và 2.370 sự kiện mạch máu lớn cho thấy giảm 15% nguy cơ mắc bệnh tim mạch với việc giảm glucose mạnh hơn trong thời gian theo dõi trung bình 4,4 năm, nhưng tăng nguy cơ hạ đường huyết chính.
Aspirin chỉ được coi là lợi ích khiêm tốn ở những người có nguy cơ mắc bệnh tim thấp vì nguy cơ chảy máu nghiêm trọng gần như tương đương với lợi ích liên quan đến các vấn đề tim mạch. Ở những người có nguy cơ rất thấp thì không nên. Lực lượng đặc nhiệm của Dịch vụ phòng ngừa Hoa Kỳ khuyến cáo không nên sử dụng aspirin để phòng ngừa ở phụ nữ dưới 55 tuổi và nam giới dưới 45 tuổi; tuy nhiên, ở những người lớn tuổi, nó được khuyến nghị ở một số người.
Việc sử dụng các tác nhân vận mạch cho những người bị tăng huyết áp phổi với bệnh tim trái hoặc bệnh phổi thiếu oxy có thể gây hại và chi phí không cần thiết.

### Hoạt động thể chất
Một đánh giá có hệ thống ước tính rằng không hoạt động chịu trách nhiệm cho 6% gánh nặng bệnh tật từ bệnh tim mạch vành trên toàn thế giới. Các tác giả ước tính rằng 121.000 ca tử vong do bệnh tim mạch vành có thể đã được ngăn chặn ở châu Âu vào năm 2008, nếu không hoạt động thể chất đã được loại bỏ. Một đánh giá của Cochrane đã tìm thấy một số bằng chứng cho thấy yoga có tác dụng có lợi đối với huyết áp và cholesterol, nhưng các nghiên cứu trong tổng quan này có chất lượng thấp.

### Bổ sung chế độ ăn uống
Mặc dù chế độ ăn uống lành mạnh là có lợi, nhưng tác dụng của việc bổ sung chất chống oxy hóa (vitamin E, vitamin C, v.v.) hoặc vitamin chưa được chứng minh là bảo vệ chống lại bệnh tim mạch và trong một số trường hợp có thể gây hại. Bổ sung khoáng chất cũng không được tìm thấy là hữu ích. Niacin, một loại vitamin B3, có thể là một ngoại lệ với việc giảm nhẹ nguy cơ biến cố tim mạch ở những người có nguy cơ cao. Bổ sung magiê làm giảm huyết áp cao theo cách phụ thuộc vào liều. Điều trị bằng magnesi được khuyến cáo cho những người bị rối loạn nhịp thất liên quan đến xoắn đỉnh có biểu hiện mắc hội chứng QT dài cũng như điều trị cho những người bị rối loạn nhịp tim do nhiễm độc digoxin. Không có bằng chứng để hỗ trợ bổ sung axit béo omega-3.

## Điều trị
Bệnh tim mạch có thể điều trị bằng điều trị ban đầu chủ yếu tập trung vào chế độ ăn uống và can thiệp lối sống. Cúm có thể làm cho các cơn đau tim và đột quỵ nhiều hơn và do đó tiêm phòng cúm có thể làm giảm nguy cơ biến cố tim mạch và tử vong ở những người mắc bệnh tim.
Điều trị bệnh tim mạch đúng cách đòi hỏi phải tập trung vào các trường hợp MI và đột quỵ do tỷ lệ tử vong cao kết hợp của họ, lưu ý đến hiệu quả chi phí của bất kỳ can thiệp nào, đặc biệt là ở các nước đang phát triển có mức thu nhập thấp hoặc trung bình. Về MI, các chiến lược sử dụng aspirin, atenolol, streptokinase hoặc chất kích hoạt plasminogen mô đã được so sánh với tuổi thọ được điều chỉnh chất lượng (QALY) ở khu vực có thu nhập thấp và trung bình. Chi phí cho một QALY duy nhất cho aspirin, atenolol, streptokinase và t-PA lần lượt là 25 đô la, 630-730 đô la và 16.000 đô la. Aspirin, thuốc ức chế men chuyển, thuốc chẹn beta và statin được sử dụng cùng nhau để phòng ngừa CVD thứ phát ở cùng khu vực cho thấy chi phí QALY duy nhất là 300-400 đô la.

## Dịch tễ học

Bệnh tim mạch tử vong trên một triệu người vào năm 2012
318–925
926–1,148
1,149–1,294
1,295–1,449
1,450–1,802
1,803–2,098
2,099–2,624
2,625–3,203
3,204–5,271
5,272–10233 318 con925 926 bóng1,148 1.149 Phi1.294 1.295 Tiếng1,449 1.450 từ1.802 1.804 Tiếng2,098 2.099 từ2.624 2.625 3,204 mỏ5,271 5,272 đỉnh10233

Bệnh tim mạch là nguyên nhân hàng đầu gây tử vong trên toàn thế giới và ở tất cả các khu vực ngoại trừ Châu Phi. Năm 2008, 30% tổng số ca tử vong toàn cầu là do các bệnh tim mạch. Tử vong do bệnh tim mạch cũng cao hơn ở các nước thu nhập thấp và trung bình vì hơn 80% các ca tử vong toàn cầu do bệnh tim mạch xảy ra ở các quốc gia đó. Ước tính đến năm 2030, hơn 23 triệu người sẽ chết vì các bệnh tim mạch mỗi năm.
Người ta ước tính rằng 60% gánh nặng của bệnh tim mạch của thế giới sẽ xảy ra ở tiểu lục địa Nam Á mặc dù chỉ chiếm 20% dân số thế giới. Điều này có thể là thứ yếu cho sự kết hợp của yếu tố di truyền và các yếu tố môi trường. Các tổ chức như Hiệp hội Tim mạch Ấn Độ đang hợp tác với Liên đoàn Tim mạch Thế giới để nâng cao nhận thức về vấn đề này.

## Nghiên cứu
Có bằng chứng cho thấy bệnh tim mạch tồn tại trong tiền sử, và nghiên cứu về bệnh tim mạch có từ ít nhất thế kỷ 18. Nguyên nhân, cách phòng ngừa và/hoặc điều trị tất cả các dạng bệnh tim mạch vẫn là các lĩnh vực nghiên cứu y sinh học tích cực, với hàng trăm nghiên cứu khoa học được công bố hàng tuần.
Các lĩnh vực nghiên cứu gần đây bao gồm mối liên hệ giữa viêm và xơ vữa động mạch  khả năng can thiệp điều trị mới, và di truyền của bệnh tim mạch vành.